# Khayreddin al-Ahdab
Khayr al-Din al-Ahdab là một chính trị gia Liban. Năm 1937, al-Ahdab trở thành thủ tướng Hồi giáo đầu tiên của Liban. Trước đó, các thủ tướng đều theo Thiên Chúa giáo. Ông đã làm thủ tướng trong hơn một năm từ ngày 5 tháng 1 năm 1937 đến ngày 18 tháng 3 năm 1938. Trước đó, ông xuất bản một tờ báo ủng hộ chủ nghĩa pan Arabism. Ông là tín đồ Hồi giáo Sunni.

## Tiểu sử
Còn tiếp...